# Бицкий, Борис Владимирович
Борис Владимирович Бицкий (16.11.1903 — 22.06.1974) — советский военачальник, участник советско-финляндской войны, командир 56-й авиационной дивизии истребителей дальнего действия в Великой Отечественной войне, полковник, летчик-испытатель, Военный летчик 1-го класса.

## Биография
Борис Владимирович Бицкий родился 16 ноября 1903 года в станице Воронцово-Александровская Прасковейского уезда Ставропольской губернии (ныне город Зеленокумск Ставропольского края). Русский.
В Красной армии с ноября 1921 года по октябрь 1936 года и с октября 1940 года. Окончил Теоретическую школу Красного Воздушного флота в городе Егорьевске в 1923 году, 1-ю военную школу летчиков имени А. Ф. Мясникова в пгт Кача в 1924 году, Высшую школу воздушной стрельбы и бомбометания в Серпухове в 1924 году, курсы воздушной стрельбы при военной школе летчиков-наблюдателей в Ленинграде в 1926 году, Курсы усовершенствования начальствующего состава при Военной-воздушной академии РККА имени Н. Е. Жуковского в 1929 году, курсы слепых полетов при ОСОАВИАХИМе СССР «Дерулуфт» в 1936 году, курсы усовершенствования заместителей командиров полков при Высшей школе штурманов в городе Иваново в 1941 году, авиационный факультет Высшей военной академии Генерального штаба имени К. Е. Ворошилова в 1949 году.
В Гражданскую войну в 1919 году был агитатором политотдела Пензенского губернского военкомата, в 1920—1921 годах состоял в органах ВЧК.
После обучения в военной школе летчиков в 1924 году был направлен в 1-ю отдельную истребительную авиационную эскадрилью ВВС Ленинградского военного округа. В её составе занимал должности военного летчика, командира звена и авиаотряда. В 1926 году находился на курсах воздушной стрельбы при Военной школе летчиков-наблюдателей. С октября 1927 года командовал авиаотрядом в 11-й авиаэскадрилье ВВС Ленинградского военного округа. С сентября 1928 года по июль 1929 года учился на курсах усовершенствования начальствующего состава при Военно-воздушной академии РККА имени Н. Е. Жуковского, затем был назначен командиром и военкомом 11-й авиаэскадрильи.
В июне 1932 года назначен помощником начальника Особого конструкторского бюро ВВС РККА (Экспериментальный институт ВВС РККА). С сентября 1933 года — командир эскадрильи в 3-й военной школе летчиков.
С мая 1934 года — в резерве ВВС РККА, был летчиком-испытателем Летно-испытательной станции НИИ ГВФ, командиром авиаотряда Московского территориального управления ГВФ, начальником воздушных линий Москва — Харьков и Москва — Ленинград, командиром звена 31-го авиатранспортного отряда, старшим инспектором-летчиком, начальником курсов высшей летной подготовки ГВФ при Батайской школе.
Во время советско-финляндской войны участвовал в составе Ленинградской группы ГВФ в качестве пилота, выполнил 22 боевых вылета. Награждён 7 апреля 1940 года орденом Красного Знамени.
С февраля 1941 года назначен заместителем командира по слепым и ночным полетам 11-го дальнебомбардировочного авиационного полка авиации дальнего действия 22-й авиадивизии 4-го авиакорпуса дальней бомбардировочной авиации в Запорожье.
С первых дней войны майор Б. В. Бицкий в составе 11-го дальнебомбардировочного авиационного полка дальнего действия участвовал в боевых действиях в качестве командира ночной группы. В сентябре — октябре 1941 года группа действовала на орловском направлении против мотомеханизированных частей 2-й немецкой танковой группы. С октября 1941 года назначен командиром 750-го дальнебомбардировочного авиационного полка (при формировании назывался бомбардировочный авиационный полк Бицкого) в составе 51-й дальнебомбардировочной авиационной дивизии (с 5 декабря 1941 года — 1-я ночная тяжёлая бомбардировочная авиационная дивизия, с 6 марта 1942 года — 17-й авиадивизии дальнего действия).
Полк наносил удары по противнику в районах Луцка и Горохова, по промышленным объектам Плоешти и Бухареста в Румынии. В феврале 1942 года полк отмечен Инспекцией ВВС РККА как передовой в дивизии. С 24 марта подполковник Бицкий назначен заместителем командира 24-й авиадивизии дальнего действия, которая сформирована в начале марта 1942 года на самолётах ДБ-3ф.
В составе Авиации дальнего действия дивизия с марта 1942 года наносила удары по железнодорожным узлам Орёл, Курск и Харьков. 10 июля дивизия была перебазирована на аэродромы Платоновка и Кирсанов (Тамбовская область), а 15 июля часть экипажей дивизии направлена в Монино для нанесения ударов по Берлину. С 12 мая 1942 года по 29 мая 1942 года дивизия принимала участие Харьковской операции. В ходе Сталинградской битвы полки дивизии с сентября наносили удары по железнодорожным узлам Ростов-на-Дону, Сальск, Шахты, Каменск, Котельниково, Миллерово, по аэродромам Морозовский и Тацинская. В октябре дивизия привлекалась для нанесения ударов по аэродромам противника в районах Обливская, Сталино, по железнодорожному узлу Морозовская. С 10 ноября дивизия бомбила окраины Сталинграда, населенные пункты Воропоново, Гумрак, Городище, Елшанку, Карповку и другие, поддерживая наступающие войска Юго-Западного, Донского и Воронежского фронтов. По завершении Сталинградской операции полки дивизии вернулись на свои аэродромы: Липецк и Грязи.
За мужество и героизм личного состава в борьбе с немецко-фашистскими захватчиками и успешное выполнение заданий командования в соответствии с Приказом НКО № 138 от 26 марта 1943 года 24-й авиационной дивизии дальнего действия присвоено наименование гвардейской и она стала именоваться 3-я гвардейская авиационная дивизия дальнего действия. С мая 1943 года Б. В. Бицкий назначен заместителем командира 50-й авиадивизии дальнего действия, а с декабря 1944 года — командиром 56-й авиационной дивизией истребителей дальнего действия. В конце 1944 года — начале 1945 года дивизия боевых действий не вела, затем вела бои в районе Бреслау.
В марте 1945 года в районе Бреслау попала в окружение крупная группировка немецких войск. Противник, имевший большой опыт десантных операций, наладил для её снабжения воздушный мост. Самолёты Люфтваффе по ночам доставляли окруженным грузовые планеры, сбрасывали на парашютах снаряжение и боеприпасы. Они прорывались к городу с разных сторон, и зенитная артиллерия не могла закрыть все подходы и организовать надежный заслон. Гвардии полковник Б. В. Бицкий добился участия дивизии в блокировании окруженной группировки с воздуха. Для этого на аэродром Рудники под Ченстоховом был переброшен 173-й апи дд, а для контроля воздушного пространства вокруг Бреслау развернули два радиолокационных поста в 3 и 15 км к северу и западу от города. За десять дней полк выполнил 65 патрульных полетов, в которых были сбиты два десантных планера. Для усиления воздушной блокады на аэродром Сьрода в районе Ченстохова перелетел 45-й апи дд.
За отличные боевые действия при Штурме Бреслау приказом НКО № 0163 от 24 сентября 1945 года дивизии присвоено почетное наименование Бреславльская.
По окончании войны гвардии полковник Б. В. Бицкий продолжил командовать дивизией. Дивизия вошла в состав ВВС Московского военного округа и перебазировалась на аэродром Мигалово в составе двух полков, имея на вооружении А-20G. В апреле 1946 года в состав дивизии вошел 244-й бомбардировочный авиационный Алленштайнский полк на самолётах Boston B-3 с перебазированием на аэродром Мигалово. В 1947 году дивизию перевооружили на истребительный вариант самолёта Ту-2 с РЛС «Гнейс-5», а «Бостоны», с которых предварительно демонтировали радиолокационную аппаратуру, возвратили американцам.
С января 1948 года по ноябрь 1949 года гвардии полковник Б. В. Бицкий — слушатель Высшей военной академии Генерального штаба имени К. Е. Ворошилова, по завершения обучения назначен заместителем командира 70-го гвардейского бомбардировочного авиакорпуса. С декабря 1950 года — начальник 2-го управления — заместитель начальника 5-го Главного управления Военного министерства СССР. С марта 1952 года — инспектор Инспекции бомбардировочной авиации Главной инспекции Советской армии. В апреле 1954 года уволен в запас.

## Награды
- Орден Ленина (27.03.1942)[1][6];
- Орден Ленина[1][7];
- орден Красного Знамени[1];
- орден Красного Знамени (1940)[1];
- Орден Александра Невского (17.09.1944)[6];
- Орден Отечественной войны I степени[1];
- Орден Красной Звезды[1][8];
- Медаль «За оборону Кавказа» (08.06.1944)[9];
- Медаль «За победу над Германией в Великой Отечественной войне 1941—1945 гг.» (18.08.1945)[10],
- медали